# یونیور سیتی پارک (تگزاس)
یونیورسیتی پارک، تگزاس (به انگلیسی: University Park, Texas) شهرکی در داخل شهر دالاس در ایالت تگزاس از ایالات جنوبی ایالات متحده آمریکا است. دانشگاه متودیست جنوبی یا به اختصار SMU در این شهرک قرار دارد.
در سرشماری سال ۲۰۰۰، جمعیت این شهر ۲۳۳۲۴ نفر اعلام شد.